# Ys: Memories of Celceta
Ys: Memories of Celceta (イース セルセタの樹海, Īsu Seruseta no Jukai) est un jeu vidéo de type action-RPG développé et édité par Nihon Falcom, sorti en 2012 sur PlayStation Vita. Une version Windows est sortie uniquement en Chine.
Il s'agit de la version canonique de Ys IV. Deux jeux Ys IV avaient été précédemment créés par d'autres développeurs : Ys IV: Mask of the Sun et Ys IV: The Dawn of Ys.

## Système de jeu
Le système de jeu de Memories of Celceta est similaire aux autres titres de Ys, car il s'agit d'un jeu de rôle et d'action mettant en scène des combats en temps réel. En plus d'un bouton d'attaque standard, vous pouvez utiliser des mouvements spéciaux appelés Compétences en appuyant sur certaines combinaisons de boutons. Pendant la majeure partie du jeu, le protagoniste principal Adol Christin est accompagné de Dogi, mais d'autres membres du parti se joignent également à des moments différents. Chaque membre a un type d'attaque spécifique classé en trois types: Trancher, Frapper et Percer. Certains ennemis sont faibles face à un certain type d’attaque et résistent aux deux autres; les autres ennemis n'ont pas de faiblesse particulière et donc tout type d'attaque est efficace. Trois caractères au maximum peuvent être utilisés à la fois et peuvent être activés à la volée. Chaque personnage a un coup puissant appelé coup supplémentaire (Attaque Ultime) qui ne peut être utilisé que lorsque le compteur est rempli. Divers accessoires peuvent être équipés, donnant différents bonus passifs. Les huit statistiques différentes sur les armes et les armures peuvent être personnalisées en renforçant avec différents minéraux, matières végétales et animales. En outre, les joueurs peuvent tenter de parer les attaques, les éviter peu de temps avant l'attaque ou adopter une position défensive pour réduire les dégâts subis. Une parade réussie est connue sous le nom de Garde éclair, annule uniquement les dégâts du coup paralysé, gagne des points de compétence et transforme toutes les ripostes réussies en attaques critiques. Une évasion réussie peu de temps avant leur atterrissage est connue sous le nom de Esquive éclair, rend le groupe temporairement invincible et ralentit l'ennemi.

## Chronologie dans la série de Ys
Le jeu a lieu un an après les événements de Ys II et environ un an avant Ys: The Oath in Felghana. Le jeu se déroule dans le pays de Celceta et commence lorsque le protagoniste de la série, Adol Christin, arrive dans la ville de Casnan avec une amnésie pour des raisons inconnues. Il rencontre ensuite un revendeur d'informations, Dogi, qui prétend l'avoir déjà rencontré. La gouverneure générale Griselda, la gouverneure locale, engage ensuite Adol et Dogi pour explorer Celceta et en dresser une carte, car elle-même et son gouvernement ne disposent pas de carte complète de la région.

## Accueil
- Jeuxvideo.com : 16/20[1]